# Planografía

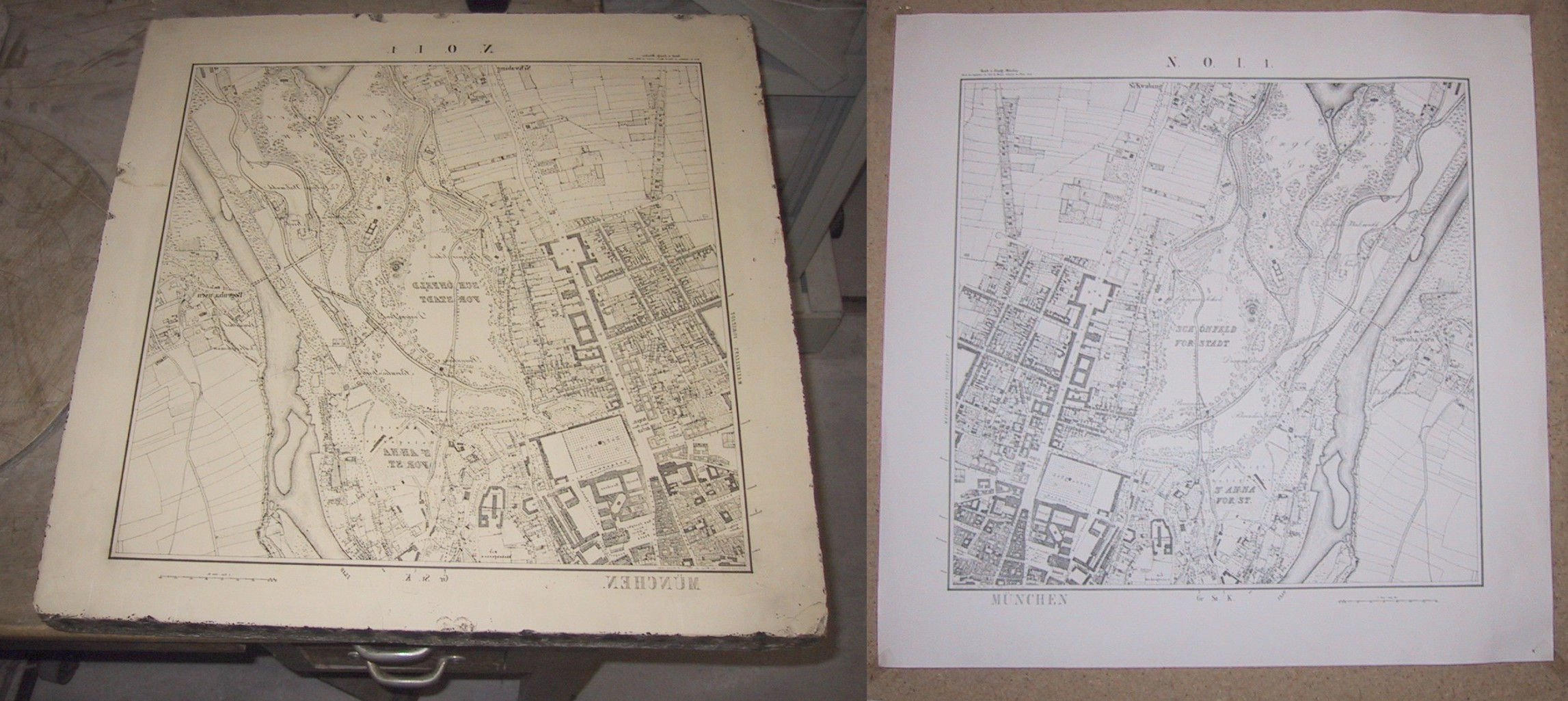
Dos imágenes mostrando la piedra litográfica negativa y la impresión positiva resultante, con un mapa antiguo de Múnich. 2006.

La planografía o impresión planográfica es un término genético utilizado para definir los distintos métodos de clonación o estampado de una imagen sobre una superficie plana, generalmente papel, de manera que no deja relieve sobre este último.

## Descripción
Los procesos de configuración de la imagen planográfica se caracterizan por la definición de la imagen a partir de un dibujo con un material graso, que al entrar en contacto con la superficie plana, generalmente piedra o zinc (litografía) se fijan de manera más o menos permanente. Para lograr la fijación y transferencia de la imagen dibujada se somete la superficie dibujada a un baño de ácidos capaces de aumentar la capacidad receptiva de grasa de la zona dibujada y la retención de agua en las zonas no dibujadas. 
En el proceso de impresión se mantiene húmeda la superficie, y se pasa repetidas veces un rodillo con tinta grasa que se fija en el dibujo. El agua rechaza la tinta grasa, manteniendo las zonas blancas.
Finalmente se procede a transferir la imagen al papel por medio de una prensa que ejerce presión regular sobre el papel que está en contacto con la superficie.